# Първичен икономически сектор
Първичният икономически сектор е сектор, който представлява добиването на суровини за преработване, като добиване на полезни изкопаеми, селско стопанство, дърводобив, лов и риболов, солодобив.
Първичният сектор обединява производства и дейности, чиято продукция е жизненоважна за човека и човешкото общество. В него се отглеждат и добиват хранителни продукти и суровини, които се преработват в отраслите на вторичния сектор: енергийни и минерални, растителни и животински. С основание първичният сектор се определя като базов суровинен сектор на икономиката на дадена страна.
Този сектор се нарича добивен, защото именно чрез него се добиват материали за производството. Един от важните му отрасли на този сектор е селското стопанство. Към него се отнасят растениевъдство, животновъдство и др. Към растениевъдството можем да разгледаме отглеждане на захарни растения, зърнено-фуражни, зърнено-брашнени, маслодайни, етерично-маслодайни и др.

## Трисекторна хипотеза
В икономиката според трисекторната хипотеза има три сектора: първичен, вторичен и третичен икономически сектор (в някои случаи към тази хипотеза се добавят и четвърти и пети сектор). Всеки от тях се занимава с различна дейност. Вторичният от своя страна се занимава с преработването на тези материални, промишлени отрасли, металургия, дървообработване, строителство и др. Третичният се занимава с обслужването при транспорт, финанси, култура, здравеопазване и др.

## Селско стопанство
Селското стопанството обхваща широк кръг подобласти и специализирани технологии. Традиционно в основата му са отглеждането на растения върху обработваема земя и на животни в пасища. Съвременните селскостопански технологии, като създаване на нови сортове и породи и използване на пестициди и торове, рязко увеличават добивите, но в същото време някои от тях водят до щети за околната среда и до увреждане на здравето на хората.